# 被壓制民族鬥爭統一戰線
被壓制民族鬥爭統一戰線（簡稱FULRO），是越南歷史上曾經存在的一個少數民族組織。這個組織最初成立的目標是實現高地民族的自治，只是一個政治民族主義運動。1969年以後演變成眾多互不隸屬的反政府遊擊隊，反對一切形式的越南人統治。
在越戰期間，FULRO同時與越南共和國陸軍（南越陸軍）、越南南方民族解放陣線（越共）作戰。由於柬埔寨與越南的長期宿怨，諾羅敦·施亞努治下的柬埔寨王國、朗諾治下的高棉共和國都給予被壓制民族鬥爭統一戰線大力支持，被壓制民族鬥爭統一戰線在柬埔寨東部境內建立反越基地。1975年越南共和國滅亡後，被壓制民族鬥爭統一戰線的繼續同期後繼的越南社會主義共和國對抗。紅色高棉建政初期，曾收留被壓制民族鬥爭統一戰線的一些流亡者，但後來有計劃地將他們屠殺。被壓制民族鬥爭統一戰線殘餘勢力躲藏在柬越邊境的一些叢林，繼續對抗越南政府的統治。柬越戰爭和中越戰爭爆發以後，為達到牽制越南的目的，中國政府亦曾支援被壓制民族鬥爭統一戰線。
1989年越南自柬埔寨撤軍以後，被壓制民族鬥爭統一戰線不再受到任何一個國家的支持，陷入困窘境地。隨著柬埔寨和平進程的不斷推進，而柬埔寨境內的FULRO也被認定為外國武裝勢力，被要求繳械投降並離開柬埔寨。被壓制民族鬥爭統一戰線人員紛紛向聯合國維和部隊繳械，並申請了國外的政治避難。1992年最後的407名被壓制民族鬥爭統一戰線戰鬥人員及其家屬繳械投降，標誌著該組織的終結。

## 歷史

### 歷史背景
越南中部高原地區（今西原地區），原本是占婆（占城）、寮國（哀牢）、柬埔寨（真臘）的領土。越南歷代封建王朝都對占婆進行軍事擴張行動。1471年，越南攻破占婆首都毘闍耶，佔領占婆大部分領土。占婆殘餘勢力分裂為賓童龍占婆（今潘郎-塔占市、潘切市一帶）、華英（今富安省、慶和省一帶）、南蟠（今邦美蜀市、崑嵩省一帶）三個小國。後來在歷代阮主的南進政策下，占婆的領土被逐步蠶食。1832年，末代占婆君主被阮朝廢黜後，雖然中部高原也被併入越南版圖，但與沿海一帶不同的是，中部高原地區一直以來越南人被視為蠻荒之地，幾乎沒有越族人進入這片地域，越南朝廷也沒有派遣官員進行實效性的管理。直至法屬印度支那時期，法國殖民政府將其改為一個有利可圖的莊稼種植園。而這裡擁有貿易的森林、豐富的礦產、肥沃的土壤，越南人逐漸對此地感興趣。19世紀時期，當地部落政權逐漸瓦解。
二戰結束後，法國殖民政府採取分而治之的政策，將高地民族與越南人進行區分統治。中部高原地區成立南印度支那上游地區這一地方自治政權，限制越南人進入這片區域。1950年，保大帝在此地成立皇朝疆土，亦繼承了法國殖民政府的策略。
不過，這一自治特權在1955年吳廷琰總統上臺後被廢除了。此後，京族開始不斷遷入中部高原地區，擠壓高地民的生存空間，引起高地民的不滿。

### 成立
1958年，拉地族（今稱埃地族）知識份子伊·班·埃紐爾（？－1975年）發起一個名叫「巴加拉伽」（BAJARAKA）的運動，宣揚中部高原地區少數民族自治。巴拿族、嘉萊族、埃地族、格賀族加入了這個聯盟。7月25日，巴加拉伽運動向法國、美國、聯合國派出使者，指責越南共和國（即南越）的種族歧視政策，要求中部高原地區獨立。8月至9月，巴加拉伽在崑嵩、波来古、邦美蜀組織了數場示威遊行。南越軍隊迅速鎮壓了這場運動，將重要領袖逮捕投入監獄。其中一名領袖伊·比·阿雷奧，後來加入了越南南方民族解放陣線。

### 高原解放陣線的成立
20世紀六十年代，中部高原地區的軍事行動越來越頻繁。從1961年起，在美軍顧問的幫助下，成立了一個名叫平民游击防卫群（CIDG）的民兵組織。
1963年，越南共和國總統吳廷琰在政變被殺，所有被捕的巴加拉伽領袖獲得了釋放。巴加拉伽的主席伊·班·埃紐爾被任命為多樂省省長，副主席保努則擔任了崑嵩省省長。1964年3月美軍歸來後，巴加拉伽的領袖們聯合了其他一些占族人，成立了高原解放陣線（Front de Liberation des Hauts Plateaux，縮寫：FLHP）。
隨後，高原解放陣線因主張不同而分為兩派。一派以伊·班·埃紐爾為首，主張和平鬥爭；另一派以伊·登·阿德隆（Y Dhơn Adrong）為首，主張暴力抗爭。從1964年3月至5月，伊·登·阿德隆一派滲透到了柬埔寨境內，在蒙多基里省建立了大本營。

### 被壓制民族鬥爭統一戰線的成立
與此同時，柬埔寨與南越政府配合，對越、柬邊境的FLHP組織進行軍事掃蕩。伊·登·阿德隆的一派又分為了兩個派系，分別是由雷·格森率領的占婆解放陣線（Front de Liberation du Champa，FLC）以及由還俗僧人昭·達拉（Chau Dara）率領的下高棉解放陣線（Front de Liberation du Kampuchea Krom，FLKK）。隨後，兩派達成協議，並聯合了FLHP的各派，成立了「被壓制民族鬥爭統一戰線」（FULRO）。該組織的旗幟為藍、紅、綠三條旗，其中藍色代表海洋，紅色代表鬥爭，綠色代表山脈。

### 1964年邦美蜀暴動
1964年9月20日，平民游击防卫群（CIDG）在廣德省、得勒省發起暴動，數名南越士兵被殺，美國士兵被解除武裝。FULRO的領袖自廣德省的Buon Sar Pa大本營來到了邦美蜀，通過廣播宣告獨立。21日清晨，伊·班·埃紐爾在邦美蜀被暴動者劫持，暴動者以他的名義對外發佈公告。被壓制民族鬥爭統一戰線主張越南成立聯邦制，少數民族享有高度自治權，承認土地所有權，擴大參政機會，並要求自越南獨立。當天晚上，南越的一個師從波萊古開到了邦美蜀，迅速鎮壓了這次暴動。隨後南越軍隊攻打平民游击防卫群（CIDG）位於Buon Sar Pa的大本營。大部份平民游击防卫群（CIDG）的士兵將武器裝備拐走，拋棄了大本營，逃往柬埔寨境內；少數士兵畏於南越軍隊，向阮慶投降。
隨後，被壓制民族鬥爭統一戰線以柬埔寨的蒙多基里省為大本營，推舉伊·登·阿德隆為主席，雷·格森和昭·達拉分別擔任高級顧問。數周後，伊·班·埃紐爾一家被秘密轉移到大本營。

### 和解
1967年6月2日，伊·班·埃紐爾通過邦美蜀向南越政府遞交了請願。通過與總統阮文紹、總理阮高祺的交涉，南越政府於1968年12月11日與FULRO簽訂停戰協議，同意伊·班·埃紐爾可以永久留在越南。但以雷·格森為首的一些激進派領袖卻拒絕承認協議，繼續抗爭，使得伊·班·埃紐爾被柬埔寨拘禁在金邊家中。
1969年2月1日，南越政府最終與伊·登·阿德隆達成協議。1970年，其幕後支持者人民社會同盟在政變中失勢。

### 越南統一後
1975年4月17日，紅色高棉在柬埔寨內戰中勝利，佔領金邊。伊·班·埃紐爾、伊·本·蘇爾（Y-Bun Sur）等150名被壓制民族鬥爭統一戰線的領導人被拘禁在家中。

### 解散
1992年10月10日，該組織因缺乏武器和資金宣告解散，向联合国柬埔寨过渡时期权力机构繳械投降。約400名該組織成員以難民身份前往美國避難。

## 外部連結
- Người từng là "Trưởng vùng Fulro"
- Ksor Kok là ai?
- Phong trào Bajaraka
- [人們從大學回來千元刺]. Báo Vietnam news. 2004-08-07  [2016-12-18]. （原始内容存档于2004-10-09） （越南语）.